# Irpa Irpa
Irpa Irpa è una località della Bolivia situata nel Dipartimento di Cochabamba, nel municipio di Capinota, provincia di Capinota. Al censimento del 2001 risultava popolata da 2 721 abitanti.